# Râul Alb la Sharon
Râul Alb la Sharon este o pictură în acuarelă din 1937 a pictorului realist american Edward Hopper. A fost pictată în septembrie 1937, în timp ce Hopper și soția sa se aflau în vizită la niște prieteni la ferma lor din Sharon, Vermont.